# Stefan Blessin
Stefan Blessin (* 1943 in Hamburg) ist Professor für deutsche Literatur und Sprache an der Universität Hamburg.
Stefan Blessin war über viele Jahre Gesprächspartner, Sammler und Freund des Hamburger Künstlers Horst Janssen und verfasste mehrere Bücher über Janssen, insbesondere die erste Biographie. Blessin verfügt wohl über die größte private Sammlung von Kunstwerken Horst Janssens, die er regelmäßig ausschnittsweise in Museen und Kunstvereinen zeigt. Daneben schrieb er mehrere Werke über Johann Wolfgang von Goethe. Ende August 2016 wurde die Sammlung bestehend aus 315 Aquarellen, Drucken und Zeichnungen Janssens für 1,5 Millionen Euro an das Horst-Janssen-Museum in Oldenburg verkauft.
Stefan Blessin lebt und arbeitet in Hamburg.

## Werke
- Horst Janssen – Eine Biographie. B. S. Lilo-Verlag, Hamburg, 1. Aufl. 1984, ISBN 3-926598-85-9.
- Alle Macht geht vom Auge aus. Goethe besucht Janssen, B. S. Lilo-Verlag, Hamburg 1986, ISBN 3-920699-75-0.
- Endzeitvertreib. B. S. Lilo-Verlag, Hamburg 1989, ISBN 3-926598-11-5.
- Horst Janssen – Aus dem Dunkel ins Licht. Steidl-Verlag, Göttingen 1992, ISBN 3-7632-4080-2.
- Horst Janssen – Leben und Werk. B. S. Lilo-Verlag, Hamburg 1999, ISBN 3-89757-010-6.
- Das Großeganze oder Das Universum erfindet sich neu. Königshausen & Neumann, Würzburg 2022, ISBN 978-3-8260-7643-5.